# Matz Sels
 Matz Sels  (Lint, 26 de febrero de 1992) es un futbolista belga que juega de portero en el Nottingham Forest F. C. de la Premier League.

## Selección nacional
El 17 de mayo de 2021 fue convocado por la selección de fútbol de Bélgica para disputar la Eurocopa 2020. El 3 de junio debutó en un amistoso ante Grecia jugando los últimos minutos del encuentro.

### Participaciones en Eurocopas
| Eurocopa      | Sede     | Resultado        | Partidos | Goles |
| ------------- | -------- | ---------------- | -------- | ----- |
| Eurocopa 2020 | Europa   | Cuartos de final | 0        | 0     |
| Eurocopa 2024 | Alemania | Octavos de final | 0        | 0     |

## Clubes
| Club                         | País       | Año       |
| ---------------------------- | ---------- | --------- |
| Lierse S. K.                 | Bélgica    | 2010-2014 |
| K. A. A. Gante               | Bélgica    | 2014-2016 |
| Newcastle United F. C.       | Inglaterra | 2016-2017 |
| R. S. C. Anderlecht (cedido) | Bélgica    | 2017-2018 |
| R. C. Estrasburgo            | Francia    | 2018-2024 |
| Nottingham Forest F. C.      | Inglaterra | 2024-     |

## Palmarés

### Títulos nacionales
| Título                      | Club              | País    | Año     |
| --------------------------- | ----------------- | ------- | ------- |
| Primera División de Bélgica | K. A. A. Gante    | Bélgica | 2014-15 |
| Copa de la Liga de Francia  | R. C. Estrasburgo | Francia | 2018-19 |

### Distinciones individuales
| Distinción                                      | Año     |
| ----------------------------------------------- | ------- |
| Mejor portero de la Primera División de Bélgica | 2015-16 |